# Día de los Muertos
Ziua Morților (es: Día de Muertos sau Día de los Muertos) este o sărbătoare din Mexic, celebrată anual pe 1-2 noiembrie, atât în țara de origine, cât și în zonele cu populație mare de mexicani (Sud-Vestul Statelor Unite, Canada, Venezuela, Regatul Unit, etc.), având o semnificație similară cu Sărbătoarea Tuturor Sfinților și Luminația ortodoxă. Sărbătoarea presupune unificarea familiei și prietenilor la mormântul celui decedat pentru comemorarea sa prin ofrande și rugăciuni. În general, în Mexic, Ziua Morților reprezintă o perioadă de festivități, ci nu de jelire.
Academicienii mexicani sunt împărțiți în a decide dacă Día de los Muertos are rădăcini indigene pre-hispanice sau dacă este o versiune de secol XX al unui set de obiceiuri spaniole.
În 2008, tradiția a fost inclusă de către UNESCO în Patrimoniul cultural imaterial al umanității.

## Origini și credințe

Mictlantecuhtli, zeul morții în mitologia aztecă. Îi erau închinate ofrande sub formă de acoperăminte, miresme, sfori colorate, mănunchiuri de bumbac și lemne de foc.

Poporul Teotihuacán obișnuia să-și cinstească morții practicând ritualuri intense și folosindu-se de vase, pietre de jad și copal, cuțite și semințe, cu scopul de a trimite în siguranță spiritele decedaților într-unul dintre cele patru paradisuri. Aceștia sacrificau câini din rasa Xoloitzcuintle și îi îngropau cu persoana decedată, pentru a-i ghida sufletul prin trecerea în lumea subterană.
Pentru vechii mesomericani, moartea nu avea conotațiile morale ale religiei creștine, în care ideile iadului și raiului servesc la pedepsire sau recompensare. Dimpotrivă, aceștia credeau că direcțiile destinate sufletelor răposaților erau determinate de tipul de moarte pe care îl suferiseră, ci nu de comportamentul lor din timpul vieții. Principalele civilizații reprezentative ale zonei mesoamericane, aztecii și mayașii, au dezvoltat un ritual bogat în jurul cultului strămoșilor și al morții în sine, care constituie baza actualei Zile a Morților.
Aztecii credeau că locul de odihnă al sufletului ar putea avea patru destinații:
- Tlalocan sau paradisul lui Tláloc, zeul ploii. Cei care au murit în circumstanțe legate de apă mergeau în acest loc: cei care s-au înecat, cei uciși de trăsnet, cei care au murit din cauza unor boli precum gută, hidropizie sau scabie, precum și copiii sacrificați zeului.[10] Tlalocanul era un loc de odihnă și abundență.
- Omeyocán, paradisul soarelui, prezidat de Huitzilopochtli, zeul războiului.[11] Numai cei uciși în luptă, captivii care s-au sacrificat și femeile care au murit la naștere veneau în acest loc. Omeyocánul era un ținut de bucurie permanentă, unde soarele era venerat prin muzică, cântece și dansuri.
- Mictlán, destinat celor care au murit de moarte naturală. Acest loc era condus de Mictlantecuhtli și Mictecacíhuatl, stăpânii morții. Era un tărâm obscur din care nu se mai putea ieși.
- Chichihuacuauhco, locul în care mergeau copiii morți înainte să fie botezați. Aici erau hrăniți de un arbore din crengile căruia picura lapte.

## Sărbătorire

### Altare
De Ziua Morților, oamenii frecventează cimitirele pentru a acompania sufletele celor decedați. Se construiesc altare, decorate cu flori (Gălbenele mexicane), pe care sunt expuse mâncărurile și băuturile preferate ale răposatului, însoțite de fotografii și obiecte ce aparțineau acestuia. Ofrandele au ca scop chemarea sufletelor victimelor, ca acestea să audă rugăciunile și poveștile spuse de cei ce trăiesc. Tonul ceremoniilor este unul plin de umor, celebranții aminitindu-și evenimente amuzante cu persoana pierdută.

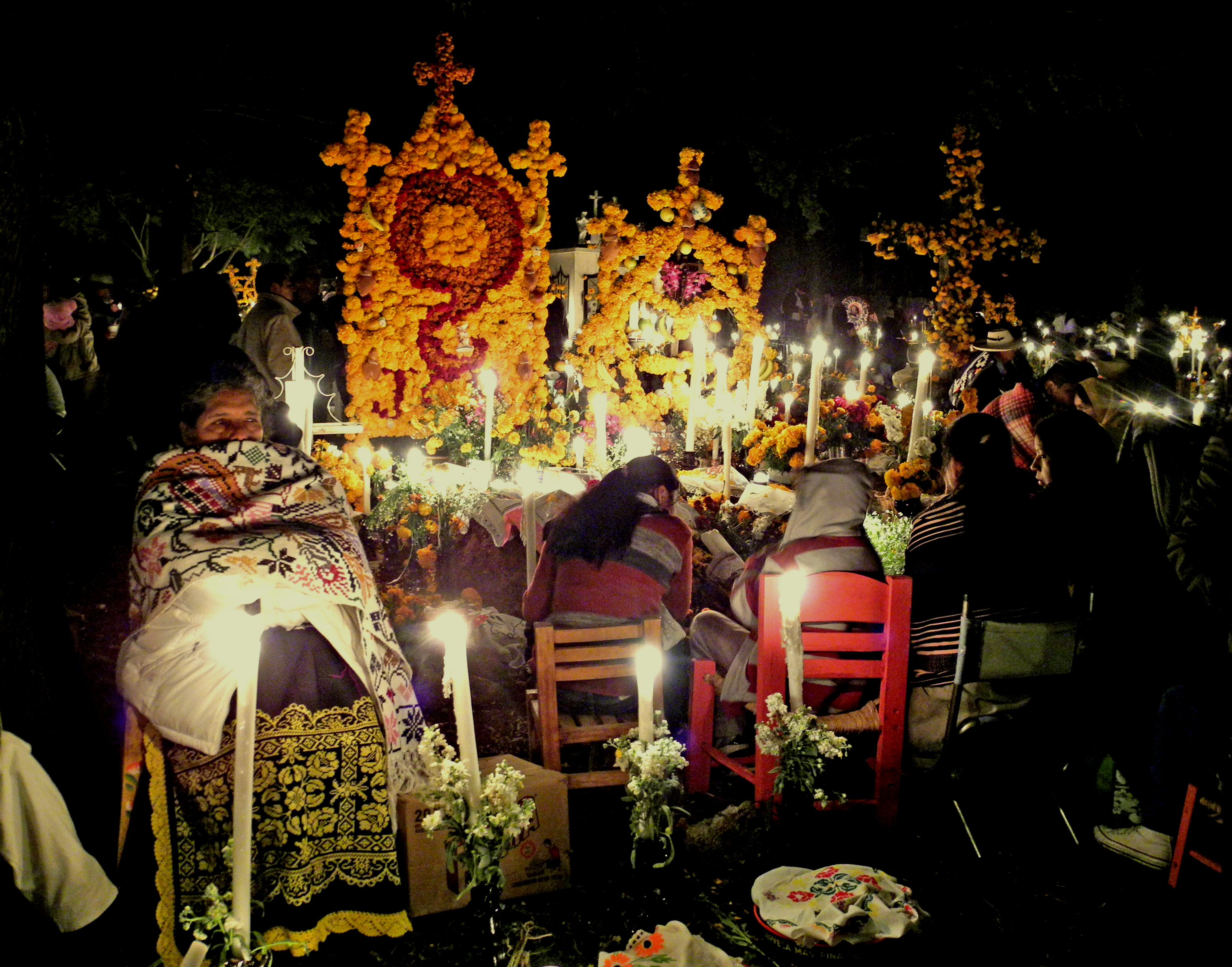
Oameni înconjurați în jurul mormintelor de Noaptea Morților, 2013
(Michoacán, Mexic)</br>

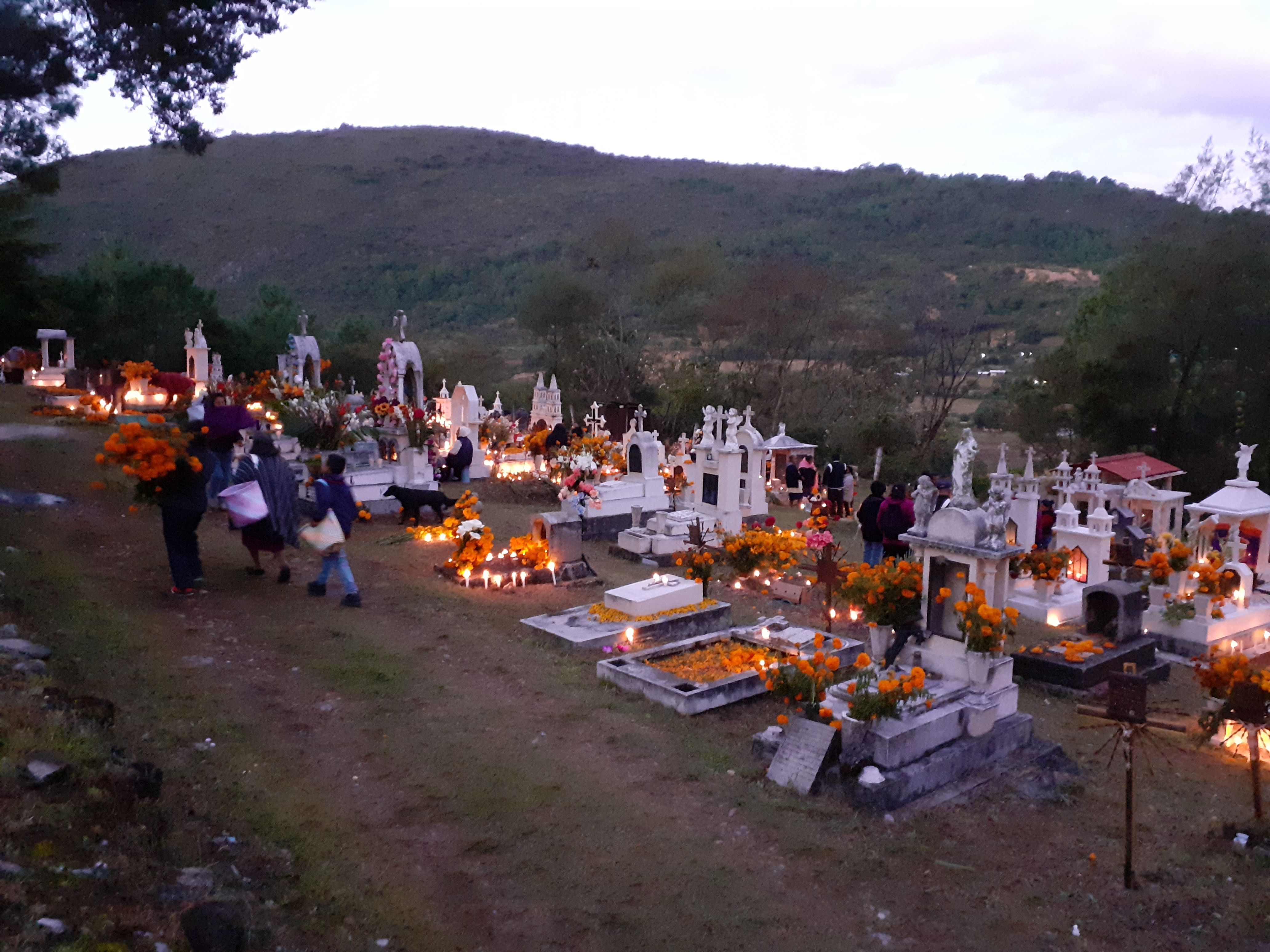
Dimineața zilei de 2 noiembrie în cimitirul San Juan Achiutla din statul Oaxaca, Mexic

Planurile pentru Ziua Morților se fac pe tot parcursul anului. În perioada sărbătorilor, familiile obișnuiesc să curețe și să înfloreze mormintele.
Se folosesc tămâie și copal pentru a purifica energiile criptelor, sfințind mediul. Pentru copiii morți (los angelitos - îngerașii) sunt aduse jucării, iar pentru adulți, sticle de tequila ori mezcal. Printre alimentele-ofrandă se mai numără dulciurile din dovleac, pâinea mortului, alfeñiques (cranii de zahăr) și băuturi precum atole. Unele familii își construiesc altare în propria locuință; acestea sunt uneori împodobite cu statui sau poze cu Fecioara Maria, lumânări și cruci creștine. În afara casei sunt lăsate perne și pături, ca spiritul răposatului să se poată odihni după lunga călătorie dintre lumi. În anumite comunități din Mexic, ca San Andrés Mixquic, Pátzcuaro și Janitzio, oamenii își petrec întreaga noapte în cimitir, veghind mormintele celor dragi.

### Mâncare
În timpul festivităților de Ziua Morților, mâncarea servește două scopuri: este consumată de vizitatorii nepropolelor și dăruită ca ofrandă decedaților. Tamales reprezintă una din cele mai populare preparate pregătite pentru această ocazie. Pan de muerto este un produs de patiserie, dulce, ce se aseamănă cu colăcelul, fiind acoperit de zahăr și decorat cu aluat în forme de oase. Dintre deserturi, craniile de zahăr sunt cele mai asociate cu Día de los Muertos. Acestea vin într-o varietate de culori, arome și modele.
Pe lângă mâncăruri, băuturile dețin o importanță majoră în ansamblul jertfelor. Istoric, principala băutură alcoolică era Pulque, un lichid vâscos de culoarea laptelui, obținut din fermentarea plantelor Agave americana. Alte băuturi simbol sunt nealcoolicele pe bază de porumb, Atole și Champurrado, consumate calde, și ceaiul jamaican cu gheață, realizat prin infuzarea florilor și frunzelor de hibiscus (Hibiscus sabdariffa).

### Calaveras
| Imagine indisponibilă |  | Imagine indisponibilă                              |
| La Calavera Catrina, simbolul Zilei Morților. Detaliu al unei figuri din lut negru realizate de artizanul Carlomagno Pedro Martínez. |  | Femei din San Francisco în costumul Catrinei, 2013 |

Craniul (în spaniolă: calavera) și scheletul uman sunt motive prezente în fiecare aspect al celebrării mexicane, ieșind în evidență prin măști, modele de hârtie perforată, sculpturi, mâncăruri, ilustrații și piese vestimentare. Localnicii obișnuiesc să scrie și să-și trimită unii celorlalți poezii scurte și rimate, inspirate de epitafuri. Creațiile batjocoritoare (numite calaveras literarias) abordează, într-un mod comic, subiecte precum cimitirele sau moartea destinatarului. Ziarele contemporane publică anual calaveras literarias dedicate persoanelor publice, însoțite de imagini cu scheleți.
José Guadalupe Posada (1852–1913) este autorul gravurilor La Calavera Catrina, concepute în 1910-1913. Acestea parodiau aspectul unei femei de clasă socială superioară, înfățișând un schelet ce poartă o pălărie cu pene. Intenția lui Posada a fost de a ridiculiza oamenii ce susțineau că valorile europene sunt mai prețioase decât cultura indigenă. Catrina a devenit un fanion al Día de los Muertos, determinând femeile din Mexic să se machieze și să se costumeze ca aceasta. Silueta funebră și realizatorul său sunt protagoniștii picturii murale Sueño de una Tarde Dominical en la Alameda Central, de Diego Rivera.
De Ziua Morților mai este tradițională interpretarea piesei de teatru Don Juan Tenorio de José Zorrilla (1817–1893). Drama romantică urmărește viața cuceritorului Don Juan și a iubitei sale, Doña Inés.

## Día de los Muertos în ficțiune
- Acțiunea romanului Sub vulcan (1947) de Malcolm Lowry se desfășoară de Ziua Morților, 1 noiembrie 1938.
- Punctul culminant al filmului A fost odată în Mexic - Desperado 2 (2003) este situat în mijlocul unei defilări din timpul Zilei Morților.
- În romanul The Halloween Tree (1972) de Ray Bradbury, personajele contemplă modul în care este sărbătorită Ziua Morților.
- În pelicula The Crow: City of Angels, a doua parte a filmului The Crow (1994), complotul este tratat în timpul sărbătorii Zilei Morților.
- În filmul Harry Potter și Prizonierul din Azkaban (2004), regizat de Alfonso Cuarón, este prezentată o scenă în care apar cranii de zahăr, tradiționale Zilei Morților.
- Un episod din al treilea sezon al serialului Soy Luna face referire la Ziua Morților printr-o cursă pe role, Roller Jam del Día de Muertos.
- În filmul Beverly Hills Chihuahua (2008) se face referire la Ziua Morților într-o scenă în care Delgado îi spune lui Chloe că este o sărbătoare pe care oamenii o țin pentru a-și cinsti strămoșii.
- Filmul Disney-Pixar Coco (2017) cuprinde fiecare aspect al celebrărilor de Ziua Morților. Animația a devenit în câteva săptămâni cel mai urmărit film din istoria Mexicului.[23]
- În filmul din 2016, Batman vs. Superman: Zorii dreptății, este prezentată o scenă în care Superman salvează o fată dintr-o clădire în flăcări din Ciudad Juárez, în timp ce toți ceilalți oameni se aflau la festivitățile Día de los Muertos.
- La începutul filmului Spectre, James Bond (Daniel Craig) apare la o petrecere de Ziua Morților.
- În filmul Scooby-Doo și Monstrul din Mexic, Scooby-Doo și gașca sunt invitați să petreacă Ziua Morților alături de familia Otero din Veracruz.
- Un episod din desenul animat difuzat pe Minimax, Maya y Miguel, face referire la Día de los Muertos.
- Seria animată Mucha Lucha conține un episod dedicat sărbătorii mexicane.
- Filmul The Book of Life (2014) urmărește aventurile unui toreador de Ziua Morților.